# Nezavisne novine
Les Nezavisne novine (en serbe cyrillique : Независне новине) sont un journal publié à Banja Luka, la capitale de la république serbe de Bosnie, en Bosnie-Herzégovine. Il a été créé par Željko Kopanja en décembre 1995. Le président de la république serbe de Bosnie Milorad Dodik lui a apporté son soutien, notamment en lui fournissant des fonds pour contribuer à lancer ce quotidien. En 2001, il était publié à 11 000 exemplaires et, en 2008, entre 20 000 et 25 000 exemplaires. Pendant longtemps, son rédacteur en chef a été Dragan Jerinić ; depuis 2009, il est remplacé par Borjana Radmanović-Petrović.

## Présentation
Les Nezavisne novine (le « Journal indépendant ») ont été le premier journal de la république serbe de Bosnie à publier des articles sur les crimes de guerre commis par les Serbes en Bosnie-Herzégovine, juste après la guerre de Bosnie-Herzégovine. Il a également mis en lumière la corruption et les détournements de fonds pratiqués dans la République, ce qui a valu à son fondateur et à son propriétaire Željko Kopanja d'être victime d'une bombe qui lui a arraché les jambes, en octobre 1999. En 2002, Željko Kopanja a obtenu le prix de la Liberté de la presse.